# 谢托洛沃农村居民点
谢托洛沃农村居民点（俄语：Сетоловское сельское поселение）是俄罗斯联邦布良斯克州波切普区所属的一个农村居民点。其下辖有12个居民点，行政中心为谢托洛沃。据2015年统计，该农村居民点的人口为1449人。